# Infurcitinea palpella
Infurcitinea palpella är en fjärilsart som beskrevs av Forbes 1931. Infurcitinea palpella ingår i släktet Infurcitinea och familjen äkta malar.
Artens utbredningsområde är Puerto Rico. Inga underarter finns listade i Catalogue of Life.